# تپه اطراف شهر سوخته ۲۹۷
تپه اطراف شهر سوخته شماره ۲۹۷ در شهرستان زابل، بخش شیب آب، دهستان لوتک، روستای حومه شهر سوخته، ۱۶/۵۰۰ کیلومتری جنوب پایگاه باستان‌شناسی شهر سوخته واقع شده و این اثر در تاریخ ۲۳ بهمن ۱۳۸۵ با شمارهٔ ثبت ۱۷۲۹۹ به‌عنوان یکی از آثار ملی ایران به ثبت رسیده است.